# Campeonato Paraibano 1988
In 1988 werd het 78ste Campeonato Paraibano gespeeld voor voetbalclubs uit de Braziliaanse staat Paraíba. De competitie werd georganiseerd door de Federação Paraibana de Futebol en werd gespeeld van 21 februari tot 14 augustus. Botafogo werd kampioen. 

## Eerste toernooi

### Eerste fase

#### Groep A
| Plaats | Club                 | Wed. | W | G | V | Saldo | Ptn. |
| ------ | -------------------- | ---- | - | - | - | ----- | ---- |
| 1.     | Auto Esporte         | 8    | 5 | 3 | 0 | 12:4  | 11   |
| 2.     | Botafogo             | 8    | 4 | 4 | 0 | 16:5  | 12   |
| 3.     | Santa Cruz           | 8    | 1 | 5 | 2 | 9:7   | 7    |
| 4.     | Santos               | 8    | 2 | 0 | 6 | 5:15  | 4    |
| 5.     | Nacional de Cabedelo | 8    | 1 | 2 | 5 | 9:20  | 4    |

|  | Geplaatst voor tweede fase         |
|  | Uitgeschakeld voor tweede toernooi |

#### Groep B
| Plaats | Club              | Wed. | W | G | V | Saldo | Ptn. |
| ------ | ----------------- | ---- | - | - | - | ----- | ---- |
| 1.     | Treze             | 8    | 6 | 2 | 0 | 15:5  | 14   |
| 2.     | Campinense        | 8    | 4 | 3 | 1 | 12:5  | 11   |
| 3.     | Nacional de Patos | 8    | 3 | 3 | 2 | 16:9  | 9    |
| 4.     | Guarabira         | 8    | 0 | 1 | 6 | 5:22  | 1    |
| 5.     | Esporte           | 8    | 1 | 3 | 4 | 5:12  | 5    |

|  | Geplaatst voor tweede fase         |
|  | Uitgeschakeld voor tweede toernooi |

### Tweede fase
| Plaats | Club              | Wed. | W | G | V | Saldo | Ptn. |
| ------ | ----------------- | ---- | - | - | - | ----- | ---- |
| 1.     | Treze             | 10   | 6 | 3 | 1 | 21:11 | 15   |
| 2.     | Campinense        | 9    | 5 | 2 | 2 | 11:7  | 12   |
| 3.     | Nacional de Patos | 10   | 4 | 3 | 3 | 10:9  | 11   |
| 4.     | Botafogo          | 9    | 3 | 3 | 3 | 11:10 | 9    |
| 5.     | Santa Cruz        | 9    | 1 | 3 | 5 | 6:15  | 5    |
| 6.     | Auto Esporte      | 9    | 1 | 2 | 6 | 8:15  | 4    |

|  | Geplaatst voor finale |

## Tweede toernooi

### Eerste fase

#### Groep A
| Plaats | Club         | Wed. | W | G | V | Saldo | Ptn. |
| ------ | ------------ | ---- | - | - | - | ----- | ---- |
| 1.     | Botafogo     | 6    | 4 | 1 | 1 | 9:4   | 9    |
| 2.     | Auto Esporte | 6    | 3 | 2 | 1 | 5:2   | 8    |
| 3.     | Santa Cruz   | 6    | 3 | 1 | 2 | 10:5  | 7    |
| 4.     | Santos       | 6    | 0 | 0 | 6 | 1:14  | 0    |

|  | Geplaatst voor tweede fase |

#### Groep B
| Plaats | Club              | Wed. | W | G | V | Saldo | Ptn. |
| ------ | ----------------- | ---- | - | - | - | ----- | ---- |
| 1.     | Treze             | 6    | 3 | 3 | 0 | 6:1   | 9    |
| 2.     | Campinense        | 6    | 2 | 3 | 1 | 8:5   | 7    |
| 3.     | Nacional de Patos | 6    | 2 | 3 | 1 | 7:4   | 7    |
| 4.     | Guarabira         | 6    | 0 | 1 | 5 | 2:14  | 1    |

|  | Geplaatst voor tweede fase |

### Tweede fase
| Plaats | Club         | Wed. | W | G | V | Saldo | Ptn. |
| ------ | ------------ | ---- | - | - | - | ----- | ---- |
| 1.     | Botafogo     | 8    | 5 | 1 | 2 | 12:9  | 11   |
| 2.     | Santa Cruz   | 8    | 5 | 1 | 2 | 12:7  | 11   |
| 3.     | Campinense   | 8    | 4 | 1 | 3 | 14:11 | 9    |
| 4.     | Treze        | 8    | 3 | 1 | 4 | 10:9  | 7    |
| 5.     | Auto Esporte | 8    | 1 | 0 | 7 | 5:17  | 2    |

|  | Geplaatst voor finale |

## Finale
|                          |          |       |       |  |
| 31 juli Eerste wedstrijd | Botafogo | 1 – 1 | Treze |  |
| 31 juli Eerste wedstrijd |          |       |       |  |

|                             |       |       |          |  |
| 7 augustus Tweede wedstrijd | Treze | 2 – 2 | Botafogo |  |
| 7 augustus Tweede wedstrijd |       |       |          |  |

|                             |       |       |          |  |
| 14 augustus Derde wedstrijd | Treze | 0 – 2 | Botafogo |  |
| 14 augustus Derde wedstrijd |       |       |          |  |

### Kampioen
| Campeonato Paraibano de 1988  |
| Paraiba                       |
| ----------------------------- |
| BOTAFOGO Kampioen (22° titel) |